# 布勞瑙河
47°55′12.8″N 12°0′9.5″E / 47.920222°N 12.002639°E

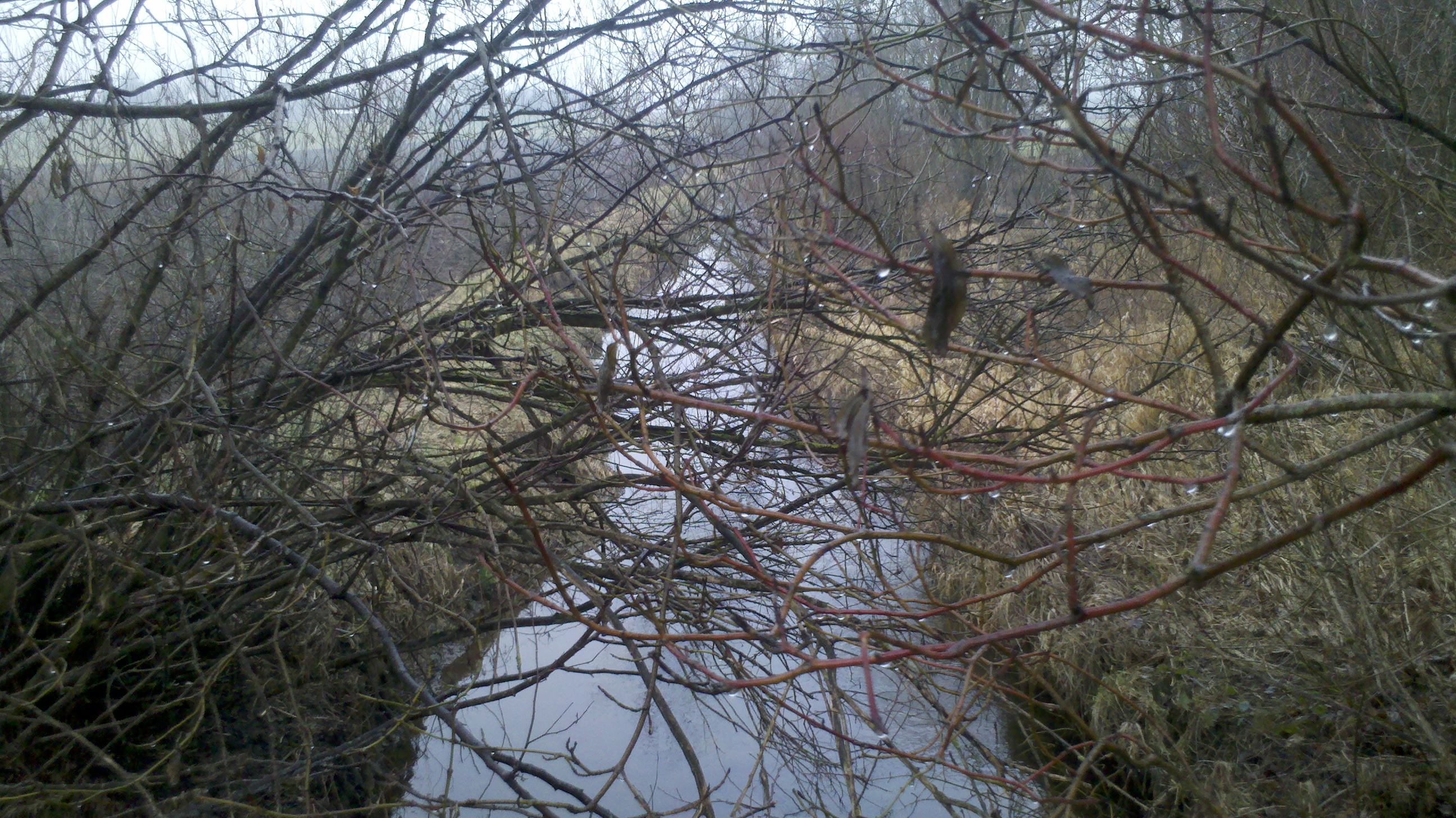
布勞瑙河

布勞瑙河（德語：Braunau），是德國巴伐利亚州的河流，位於該國東南部，屬於格隆河的支流，河道全長10公里，發源自拜恩附近，河口處在羅森海姆縣。